# Torneio de Candidatos de 2024
O Torneio de Candidatos de 2024 foi um torneio de xadrez com oito jogadores, realizado para determinar o desafiante ao Campeonato Mundial de Xadrez de 2024, realizado no The Great Hall em Toronto, Canadá, de 3 a 22 de abril de 2024. O evento é realizado paralelamente ao Torneio de Candidatas de 2024. O vencedor do torneio foi Gukesh Dommaraju, o que o tornou o vencedor mais jovem da história do torneio. 
Tal como acontece com todos os torneios de Candidatos desde 2013, é um torneio de pontos corridos com turno e returno.  O vencedor do torneio ganhará o direito de jogar o Campeonato Mundial de Xadrez de 2024 contra o atual Campeão Mundial de Xadrez, Ding Liren.

## Participantes
Os seguintes jogadores se qualificaram para o Torneio de Candidatos.
| Modo de classificação                                             | Jogador                                            | Idade           | Pontuação       | Posição no ranking |
| Modo de classificação                                             | Jogador                                            | (abril de 2024) | (abril de 2024) | (abril de 2024)    |
| ----------------------------------------------------------------- | -------------------------------------------------- | --------------- | --------------- | ------------------ |
| Vice-campeão do Campeonato Mundial de 2023                        | Ian Nepomniachtchi                                 | 33              | 2758            | 7                  |
| Os três melhores colocados da Copa do Mundo de Xadrez de 2023     | Magnus Carlsen (Vencedor, se retirou)              | 33              | 2830            | 1                  |
| Os três melhores colocados da Copa do Mundo de Xadrez de 2023     | R Praggnanandhaa (Vice-campeão)                    | 18              | 2747            | 14                 |
| Os três melhores colocados da Copa do Mundo de Xadrez de 2023     | Fabiano Caruana (Terceiro lugar)                   | 31              | 2803            | 2                  |
| Os três melhores colocados da Copa do Mundo de Xadrez de 2023     | Nijat Abasov (Quarto lugar, substituto de Carlsen) | 28              | 2632            | 114                |
| Os dois melhores colocados no Torneio Grand Swiss da FIDE de 2023 | Vidit Gujrathi (Vencedor)                          | 29              | 2727            | 25                 |
| Os dois melhores colocados no Torneio Grand Swiss da FIDE de 2023 | Hikaru Nakamura (Vice-campeão)                     | 36              | 2789            | 3                  |
| O vencedor do Circuito FIDE de 2023                               | Gukesh D                                           | 17              | 2743            | 16                 |
| Maior rating em janeiro de 2024                                   | Alireza Firouzja                                   | 20              | 2760            | 6                  |

#### Participação de Magnus Carlsen
Apesar de se classificar para o Torneio de Candidatos ao vencer a Copa do Mundo FIDE de 2023, o ex-campeão mundial Magnus Carlsen decidiu não competir em Toronto. Como resultado, Nijat Abasov, que terminou em quarto lugar, se qualificou.

## Formato
O torneio foi disputado em um formato de todos contra todos entre oito jogadores, totalizando 14 rodadas, com todos os competidores se enfrentando em dois turnos: uma com as peças brancas, e outra com as peças pretas. O vencedor do torneio teria o direito de enfrentar Ding Liren no Campeonato Mundial de Xadrez de 2024.
Jogadores da mesma federação tiveram de se enfrentar nas primeiras rodadas de cada turno, significando que R Praggnanandhaa, Vijit Gujrathi e Gukesh Dommaraju se enfrentaram nas rodadas 1-3, e 8-10, e Fabiano Caruana e Hikaru Nakamura, que se enfrentaram nas rodadas 1 e 8.

### Regulamento
O controle de tempo foi de 120 minutos para os primeiros 40 lances, e 30 minutos adicionais a partir do 41º lance, com um incremento de 30 segundos por lance a partir do lance 41. Os jogadores recebiam 1 ponto por uma vitória, ½ ponto por um empate, e 0 pontos por uma derrota.
Desempates apenas pela primeira colocação seguiriam da seguinte maneira:
- Em caso de empate entre dois jogadores, duas rodadas de rápidas seriam jogadas em um controle de tempo de 15 minutos com um incremento de 10 segundos por lance. Se de três a seis jogadores estivessem empatados em primeiro lugar, uma rodada no mesmo controle de tempo seria jogada entre eles. Se sete ou oito jogadores estivessem empatados, uma rodada em controle de tempo de 10 minutos com incremento de 5 segundos por lance seria jogada.
- Em caso de empate entre dois jogadores após a primeira rodada de desempate, seriam jogadas duas rodadas de blitz em controle de tempo de 3 minutos com incremento de 2 segundos por lance. No caso de empate entre três ou mais jogadores, uma rodada simples entre eles no mesmo controle de tempo seria jogada.
- Em caso de empate subsequente, um torneio eliminatório de morte súbita seria jogado entre os jogadores empatados, em controle de tempo blitz, até ser decidido um vencedor.

O critério de desempate para as demais posições eram: (1) pontuação Sonneborn–Berger; (2) número de vitórias; (3) confronto direto entre jogadores empatados; (4) sorteio.
A premiação em dinheiro foi de €48,000 para o primeiro colocado, €36,000 para o segundo colocado e €24,000 para o terceiro colocado, dividindo-se a premiação entre jogadores com o mesmo número de pontos, independentemente dos critérios de desempate, e mais €3,500 a cada meio ponto conquistado, totalizando uma premiação de €500,000 para todos os jogadores.

### Datas
| Data                       | Evento                                              |
| -------------------------- | --------------------------------------------------- |
| Quarta-feira, 3 de abril   | Cerimônia de abertura                               |
| Quinta-feira, 4 de abril   | Partida 1                                           |
| Sexta-feira, 5 de abril    | Partida 2                                           |
| Sábado, 6 de abril         | Partida 3                                           |
| Domingo, 7 de abril        | Partida 4                                           |
| Segunda-feira, 8 de abril  | Descanso                                            |
| Terça-feira, 9 de abril    | Partida 5                                           |
| Quarta-feira, 10 de abril  | Partida 6                                           |
| Quinta-feira, 11 de abril  | Partida 7                                           |
| Sexta-feira, 12 de abril   | Descanso                                            |
| Sábado, 13 de abril        | Partida 8                                           |
| Domingo, 14 de abril       | Partida 9                                           |
| Segunda-feira, 15 de abril | Partida 10                                          |
| Terça-feira, 16 de abril   | Descanso                                            |
| Quarta-feira, 17 de abril  | Partida 11                                          |
| Quinta-feira, 18 de abril  | Partida 12                                          |
| Sexta-feira, 19 de abril   | Descanso                                            |
| Sábado, 20 de abril        | Partida 13                                          |
| Domingo, 21 de abril       | Partida 14                                          |
| Segunda-feira, 22 de abril | Desempate (se necessário) Cerimônia de encerramento |

## Resultados

### Classificação
| Posição | Jogador                   | Pontuação | SB    | Vitórias | GD | GD | HN | HN | IN | IN | FC | FC | RP | RP | VG | VG | AF | AF | NA | NA |
| ------- | ------------------------- | --------- | ----- | -------- | -- | -- | -- | -- | -- | -- | -- | -- | -- | -- | -- | -- | -- | -- | -- | -- |
| 1       | Gukesh Dommaraju (IND)    | 9 / 14    | 57    | 5        |    |    | ½  | ½  | ½  | ½  | ½  | ½  | ½  | 1  | ½  | 1  | 1  | 0  | 1  | 1  |
| 2       | Hikaru Nakamura (EUA)     | 8.5 / 14  | 56    | 5        | ½  | ½  |    |    | ½  | ½  | 1  | ½  | ½  | 1  | 0  | 0  | 1  | 1  | 1  | ½  |
| 3       | Ian Nepomniachtchi (FIDE) | 8.5 / 14  | 56    | 3        | ½  | ½  | ½  | ½  |    |    | ½  | ½  | ½  | ½  | 1  | 1  | 1  | ½  | ½  | ½  |
| 4       | Fabiano Caruana (EUA)     | 8.5 / 14  | 54    | 4        | ½  | ½  | ½  | 0  | ½  | ½  |    |    | ½  | 1  | 1  | ½  | 1  | ½  | 1  | ½  |
| 5       | R Praggnanandhaa (IND)    | 7 / 14    | 42.5  | 3        | 0  | ½  | 0  | ½  | ½  | ½  | 0  | ½  |    |    | ½  | 1  | ½  | ½  | 1  | 1  |
| 6       | Vidit Gujrathi (IND)      | 6 / 14    | 40.25 | 3        | 0  | ½  | 1  | 1  | 0  | 0  | ½  | 0  | 0  | ½  |    |    | 1  | ½  | ½  | ½  |
| 7       | Alireza Firouzja (FRA)    | 5 / 14    | 32.75 | 2        | 1  | 0  | 0  | 0  | ½  | 0  | ½  | 0  | ½  | ½  | ½  | 0  |    |    | 1  | ½  |
| 8       | Nijat Abasov (AZE)        | 3.5 / 14  | 25.5  | 0        | 0  | 0  | ½  | 0  | ½  | ½  | ½  | 0  | 0  | 0  | ½  | ½  | ½  | 0  |    |    |

 Fonte: 
Nota: Os números na tabela cruzada em um fundo branco indicam o resultado enfrentando o respectivo oponente com as peças brancas (peças pretas se em um fundo preto).

### Resultados por partida
| Partida 1 (4 de abril 2024)  | Partida 1 (4 de abril 2024) | Partida 1 (4 de abril 2024) | Partida 1 (4 de abril 2024)                           | Partida 1 (4 de abril 2024) |
| ---------------------------- | --------------------------- | --------------------------- | ----------------------------------------------------- | --------------------------- |
| Fabiano Caruana              | ½–½                         | Hikaru Nakamura             | B56 Sicilian Defence                                  | [ 12 ]                      |
| Nijat Abasov                 | ½–½                         | Ian Nepomniachtchi          | D53 Queen's Gambit Declined                           | [ 13 ]                      |
| Alireza Firouzja             | ½–½                         | R Praggnanandhaa            | C83 Ruy Lopez Open                                    | [ 14 ]                      |
| Gukesh Dommaraju             | ½–½                         | Vidit Gujrathi              | D32 Tarrasch Defense                                  | [ 15 ]                      |
| Partida 2 (5 de abril 2024)  |                             |                             |                                                       |                             |
| Hikaru Nakamura (½)          | 0–1                         | Vidit Gujrathi (½)          | C65 Berlin Defence                                    | [ 16 ]                      |
| R Praggnanandhaa (½)         | 0–1                         | Gukesh Dommaraju (½)        | D30 Queen's Gambit Declined                           | [ 17 ]                      |
| Ian Nepomniachtchi (½)       | 1–0                         | Alireza Firouzja (½)        | C65 Berlin Defence                                    | [ 18 ]                      |
| Fabiano Caruana (½)          | 1–0                         | Nijat Abasov (½)            | B30 Sicilian Defence#Rossolimo Variation: 3.Bb5       | [ 19 ]                      |
| Partida 3 (6 de abril 2024)  |                             |                             |                                                       |                             |
| Nijat Abasov (½)             | ½–½                         | Hikaru Nakamura (½)         | D10 Slav Defense                                      | [ 20 ]                      |
| Alireza Firouzja (½)         | ½–½                         | Fabiano Caruana (1½)        | B30 Sicilian Defence#Rossolimo Variation: 3.Bb5       | [ 21 ]                      |
| Gukesh Dommaraju (1½)        | ½–½                         | Ian Nepomniachtchi (1½)     | E01 Catalan Opening#Open Catalan, Classical Line      | [ 22 ]                      |
| Vidit Gujrathi (1½)          | 0–1                         | R Praggnanandhaa (½)        | C70 Ruy Lopez Schliemann Deferred                     | [ 23 ]                      |
| Partida 4 (7 de abril 2024)  |                             |                             |                                                       |                             |
| Hikaru Nakamura (1)          | ½–½                         | R Praggnanandhaa (1½)       | C77 Ruy Lopez Anderssen                               | [ 24 ]                      |
| Ian Nepomniachtchi (2)       | 1–0                         | Vidit Gujrathi (1½)         | C67 Berlin Defence                                    | [ 25 ]                      |
| Fabiano Caruana (2)          | ½–½                         | Gukesh Dommaraju (2)        | C50 Giuoco Piano                                      | [ 26 ]                      |
| Nijat Abasov (1)             | ½–½                         | Alireza Firouzja (1)        | E32 Nimzo-Indian Defence#Classical Variation: 4.Qc2   | [ 27 ]                      |
| Partida 5 (9 de abril 2024)  |                             |                             |                                                       |                             |
| Alireza Firouzja (1½)        | 0–1                         | Hikaru Nakamura (1½)        | C54 Giuoco Piano#Giuoco Pianissimo                    | [ 28 ]                      |
| Gukesh Dommaraju (2½)        | 1–0                         | Nijat Abasov (1½)           | C43 Petrov's Defence                                  | [ 29 ]                      |
| Vidit Gujrathi (1½)          | ½–½                         | Fabiano Caruana (2½)        | B30 Sicilian Defence#Rossolimo Variation: 3.Bb5       | [ 30 ]                      |
| R Praggnanandhaa (2)         | ½–½                         | Ian Nepomniachtchi (3)      | C42 Petrov's Defence                                  | [ 31 ]                      |
| Partida 6 (10 de abril 2024) |                             |                             |                                                       |                             |
| Gukesh Dommaraju (3½)        | ½–½                         | Hikaru Nakamura (2½)        | B27 Sicilian Defense#Hyper-Accelerated Dragon: 2...g6 | [ 32 ]                      |
| Vidit Gujrathi (2)           | 1–0                         | Alireza Firouzja (1½)       | B57 Sicilian Defense                                  | [ 33 ]                      |
| R Praggnanandhaa (2½)        | 1–0                         | Nijat Abasov (1½)           | D32 Tarrasch Defense                                  | [ 34 ]                      |
| Ian Nepomniachtchi (3½)      | ½–½                         | Fabiano Caruana (3)         | C47 Four Knights Game                                 | [ 35 ]                      |
| Partida 7 (11 de abril 2024) |                             |                             |                                                       |                             |
| Hikaru Nakamura (3)          | ½–½                         | Ian Nepomniachtchi (4)      | C42 Petrov's Defence                                  | [ 36 ]                      |
| Fabiano Caruana (3½)         | ½–½                         | R Praggnanandhaa (3½)       | C02 French Defense#Advance Variation: 3.e5            | [ 37 ]                      |
| Nijat Abasov (1½)            | ½–½                         | Vidit Gujrathi (3)          | C65 Berlin Defence                                    | [ 38 ]                      |
| Alireza Firouzja (1½)        | 1–0                         | Gukesh Dommaraju (4)        | A45 Indian Defense                                    | [ 39 ]                      |

| Partida 8 (13 de abril 2024)  | Partida 8 (13 de abril 2024) | Partida 8 (13 de abril 2024) | Partida 8 (13 de abril 2024)                                     | Partida 8 (13 de abril 2024) |
| ----------------------------- | ---------------------------- | ---------------------------- | ---------------------------------------------------------------- | ---------------------------- |
| Hikaru Nakamura (3½)          | 1–0                          | Fabiano Caruana (4)          | C77 Ruy Lopez Anderssen                                          | [ 40 ]                       |
| Ian Nepomniachtchi (4½)       | ½–½                          | Nijat Abasov (2)             | C01 French Defence#Exchange Variation: 3.exd5                    | [ 41 ]                       |
| R Praggnanandhaa (4)          | ½–½                          | Alireza Firouzja (2½)        | B47 Sicilian Defence#Taimanov Variation: 4...Nc6                 | [ 42 ]                       |
| Vidit Gujrathi (3½)           | 0–1                          | Gukesh Dommaraju (4)         | C55 Two Knights Defense                                          | [ 43 ]                       |
| Partida 9 (14 de abril 2024)  |                              |                              |                                                                  |                              |
| Vidit Gujrathi (3½)           | 1–0                          | Hikaru Nakamura (4½)         | C55 Two Knights Defense                                          | [ 44 ]                       |
| Gukesh Dommaraju (5)          | ½–½                          | R Praggnanandhaa (4½)        | C77 Ruy Lopez Anderssen                                          | [ 45 ]                       |
| Alireza Firouzja (3)          | ½–½                          | Ian Nepomniachtchi (5)       | A06 Nimzowitsch–Larsen Attack                                    | [ 46 ]                       |
| Nijat Abasov (2½)             | ½–½                          | Fabiano Caruana (4)          | D31 Queen's Gambit Declined                                      | [ 47 ]                       |
| Partida 10 (15 de abril 2024) |                              |                              |                                                                  |                              |
| Hikaru Nakamura (4½)          | 1–0                          | Nijat Abasov (3)             | C01 French Defence#Exchange Variation: 3.exd5                    | [ 48 ]                       |
| Fabiano Caruana (4½)          | 1–0                          | Alireza Firouzja (3½)        | B90 Sicilian Defence, Najdorf Variation                          | [ 49 ]                       |
| Ian Nepomniachtchi (5½)       | ½–½                          | Gukesh Dommaraju (5½)        | C70 Ruy Lopez#Cozio Defence: 3...Nge7                            | [ 50 ]                       |
| R Praggnanandhaa (5)          | ½–½                          | Vidit Gujrathi (4½)          | C65 Berlin Defence                                               | [ 51 ]                       |
| Partida 11 (17 de abril 2024) |                              |                              |                                                                  |                              |
| R Praggnanandhaa (5½)         | 0–1                          | Hikaru Nakamura (5½)         | D02 Queen's Pawn Game                                            | [ 52 ]                       |
| Vidit Gujrathi (5)            | 0–1                          | Ian Nepomniachtchi (6)       | C42 Petrov's Defence                                             | [ 53 ]                       |
| Gukesh Dommaraju (6)          | ½–½                          | Fabiano Caruana (5½)         | D37 Queen's Gambit Declined                                      | [ 54 ]                       |
| Alireza Firouzja (3½)         | 1–0                          | Nijat Abasov (3)             | A04 Nimzowitsch–Larsen Attack                                    | [ 55 ]                       |
| Partida 12 (18 de abril 2024) |                              |                              |                                                                  |                              |
| Hikaru Nakamura (6½)          | 1–0                          | Alireza Firouzja (4½)        | C01 French Defence#Exchange Variation: 3.exd5                    | [ 56 ]                       |
| Nijat Abasov (3)              | 0–1                          | Gukesh Dommaraju (6½)        | E32 Nimzo-Indian Defence#Classical Variation: 4.Qc2              | [ 57 ]                       |
| Fabiano Caruana (6)           | 1–0                          | Vidit Gujrathi (5)           | C54 Giuoco Piano                                                 | [ 58 ]                       |
| Ian Nepomniachtchi (7)        | ½–½                          | R Praggnanandhaa (5½)        | C01 French Defence#Exchange Variation: 3.exd5                    | [ 59 ]                       |
| Partida 13 (20 de abril 2024) |                              |                              |                                                                  |                              |
| Ian Nepomniachtchi (7½)       | ½–½                          | Hikaru Nakamura (7½)         | C70 Ruy Lopez Classical Deferred                                 | [ 60 ]                       |
| R Praggnanandhaa (6)          | 0–1                          | Fabiano Caruana (7)          | B30 Sicilian Defence#Rossolimo Variation: 3.Bb5                  | [ 61 ]                       |
| Vidit Gujrathi (5)            | ½–½                          | Nijat Abasov (3)             | C42 Petrov's Defence                                             | [ 62 ]                       |
| Gukesh Dommaraju (7½)         | 1–0                          | Alireza Firouzja (4½)        | C65 Berlin Defence                                               | [ 63 ]                       |
| Partida 14 (21 de abril 2024) |                              |                              |                                                                  |                              |
| Hikaru Nakamura (8)           | ½–½                          | Gukesh Dommaraju (8½)        | D26 Queen's Gambit Accepted                                      | [ 64 ]                       |
| Alireza Firouzja (4½)         | ½–½                          | Vidit Gujrathi (5½)          | C67 Berlin Defence                                               | [ 65 ]                       |
| Nijat Abasov (3½)             | 0–1                          | R Praggnanandhaa (6)         | E67 King%27s_Indian_Defence#Fianchetto_Variation:_3.Nf3_Bg7_4.g3 | [ 66 ]                       |
| Fabiano Caruana (8)           | ½–½                          | Ian Nepomniachtchi (8)       | D35 Queen's Gambit Declined                                      | [ 67 ]                       |